# Thetis (isbrytare)
För andra betydelser, se Thetis (olika betydelser).
Thetis är en finländsk isbrytare  och ett ankarhanteringsfartyg, som sedan 2018 är i tjänst hos Alfons Håkans. Hon byggdes 1983 av Bel-Aire Shipyards i Vancouver i British Columbia i Kanada som Placentia Bay för Husky Oil Co.. Hon har senare ägts bland annat av Maersk i Kanada och i Danmark.
Hon köptes 2016, liksom systerfartyget Hermes, av Alfons Håkans i Åbo och namnändrades till Thetis i samband med att Alfons Håkans ingick ett avtal på 5 + 1 år om isbrytningen med Sjöfartsverket. Thetis har under ett antal säsonger kompletterat de svenska statsisbrytarna i Östersjön.